# 2000年夏季残疾人奥林匹克运动会瑞士代表团
2000年夏季残疾人奥林匹克运动会瑞士代表团是瑞士派出的2000年夏季残疾人奥林匹克运动会代表团。获得8枚金牌、4枚银牌和8枚铜牌。